# Preußisches Kleinbahngesetz
Das „Gesetz über Kleinbahnen und Privatanschlußbahnen“ vom 28. Juli 1892, oft kurz Preußisches Kleinbahngesetz genannt, wurde erlassen, als gegen Ende des 19. Jahrhunderts die landwirtschaftlich strukturierten Bereiche im Norden und Osten des Königreichs Preußen einer Erschließung bedurften, die der preußische Staat über den von ihm bezuschussten Bau von Eisenbahnstrecken hinaus nicht leisten konnte. 
Trotz der hohen Überschüsse, die die Preußischen Staatseisenbahnen erwirtschafteten, sah sich im Jahre 1892 der Preußische Finanzminister Johannes von Miquel nicht in der Lage, mehr als 26 Millionen Mark für den Neubau von staatlichen Nebenbahnen bereitzustellen. In Anbetracht der Wünsche der Bevölkerung und ihrer Abgeordneten unterbreitete er dem Landtag am 6. März 1892 den Entwurf eines „Gesetzes über die Bahnen unterster Ordnung“, das den Bau von lokalen Eisenbahnen durch Verzicht auf die strengen Anforderungen des Eisenbahngesetzes vom 3. November 1838 erleichtern sollte.
Kleinbahnen sind nach der Definition dieses Gesetzes Schienenbahnen von eher lokaler Bedeutung, die nicht als Vollbahnen (Haupt- oder Nebenbahnen) eingestuft sind. Auch Kleinbahnen können sich aber durchaus über mehrere Gemeinden oder gar Landkreise erstrecken. Die Spurweite (Schmal- oder Normalspur) spielt dabei keine Rolle, ebenso wenig der Verkehrszweck (Güter- oder Personenbeförderung) und die Antriebsart (Muskelkraft von Menschen oder Pferden, Drahtseilzug, Dampfkraft oder elektrischer Antrieb). Kleinbahnen nach dieser Definition können auf besonderem Gleiskörper oder im Straßenraum als Straßenbahnen verkehren, auch die Wuppertaler Schwebebahn war ursprünglich als Kleinbahn zugelassen. Genehmigungsbehörde ist das Regierungspräsidium, das aber die Belange anderer Behörden und Betroffener einzubeziehen hat, beispielsweise die der Grundstückseigentümer. Seine Konzession erlaubt den Bau und den Betrieb der Kleinbahnstrecke und  verpflichtet zugleich dazu. Sie kann mit einer Konzessionsgebühr und mit Auflagen verbunden sein, etwa für die Fahrplan- und Fahrpreisgestaltung. Nach dem Vorbild des preußischen Kleinbahngesetzes wurden später in vielen, aber nicht allen Gebieten des Deutschen Reiches ähnliche Gesetze erlassen. Nach etlichen Versuchen, zu einer im ganzen Deutschen Reich einheitlichen Rechtsgrundlage zu kommen, wurde schließlich 1938 die Straßenbahn-Bau- und Betriebsordnung (Verordnung zum Bau und Betrieb von Straßenbahnen, BOStrab) erlassen, die inzwischen wiederholt novelliert wurde.
Das Gesetz löste eine Welle von Bahnneubauten aus, so dass bis zum Beginn des Ersten Weltkriegs über 300 Kleinbahnstrecken mit einer Gesamtlänge von mehr als 10 000 km fertiggestellt waren. Es brachte nicht nur für dünn besiedelte ländliche Gebiete viele neue Verbindungen, sondern verdichtete auch das Nahverkehrsangebot, das durch die wachsende Industrialisierung in den Ballungsräumen um die Großstädte erforderlich wurde. Innerhalb von wenig mehr als zwanzig Jahren hatte sich die Dichte des Eisenbahnnetzes in Preußen von 6,99 km auf 13,7 km je einhundert Quadratkilometer Fläche fast verdoppelt, der Anteil privater Eisenbahnen am Schienennetz stieg von 6 % im Jahre 1892 auf 26 % im Jahre 1914. Der Erfolg dieses Gesetzes führte auch in anderen damaligen deutschen Bundesstaaten zum Bau neuer Nebenbahnen in vereinfachter Weise. 
Das Kleinbahngesetz ist mittlerweile außer in Berlin überall durch neuere Landeseisenbahngesetze ersetzt worden. In West-Berlin galt es in einer bereinigten Fassung seit dem 1. Juli 1964, die nach der deutschen Wiedervereinigung auf das gesamte Bundesland erstreckt wurde. 1992 wurde die Umweltverträglichkeitsprüfung in § 17 dieses Gesetzes eingefügt.